# Maurice Merleau-Ponty
Maurice Jean Jacques Merleau-Ponty  (tiếng Pháp: [mɔʁis mɛʁlo pɔ̃ti, moʁ-]; 14 tháng 3 năm 1908 - 3 tháng 5 năm 1961) là một triết gia hiện tượng học người Pháp, chịu ảnh hưởng mạnh mẽ của Edmund Husserl và Martin Heidegger. Sự kết hợp ý nghĩa trong trải nghiệm của con người là mối quan tâm chính của ông và ông viết các bài luận về nhận thức, nghệ thuật và chính trị. Ông là thành viên ban biên tập của Les Temps modernes, tạp chí cánh tả do Jean-Paul Sartre thành lập năm 1945.
Cốt lõi của triết học của Merleau-Ponty là một lập luận bền vững cho vai trò nền tảng của nhận thức trong việc hiểu thế giới cũng như tương tác với thế giới. Giống như các triết gia hiện tượng học lớn khác, Merleau-Ponty thể hiện những hiểu biết triết học của mình trong các bài viết về nghệ thuật, văn học, ngôn ngữ học và chính trị. Ông là triết gia hiện tượng học lớn duy nhất của nửa đầu thế kỷ XX tham gia sâu rộng vào các ngành khoa học và đặc biệt là với tâm lý học mô tả. Chính nhờ sự tham gia này mà các bài viết của ông đã trở nên có ảnh hưởng trong dự án tự nhiên hóa hiện tượng học, trong đó các nhà hiện tượng học sử dụng các kết quả của tâm lý học và khoa học nhận thức.
Merleau-Ponty nhấn mạnh cơ thể là cơ sở chính để nhận biết thế giới, một sự điều chỉnh đối với truyền thống triết học lâu đời về việc coi ý thức là nguồn gốc của tri thức, và duy trì rằng cơ thể và thứ mà nó nhận thức không thể tách rời nhau. Sự trình bày về tính ưu việt của hiện thân đã khiến ông rời xa hiện tượng học để hướng tới cái mà ông gọi là "bản thể học gián tiếp" hay bản thể luận "xác thịt của thế giới" (la chair du monde), được thấy trong tác phẩm cuối cùng và chưa hoàn thiện của ông, The Visible và Invisible, và bài luận xuất bản cuối cùng của ông, "Eye and Mind".
Trong tác phẩm trước đó của mình, Merleau-Ponty ủng hộ chủ nghĩa cộng sản Liên Xô trong khi vẫn chỉ trích các chính sách của Liên Xô và chủ nghĩa Mác nói chung, áp dụng lập trường hoài nghi mà ông gọi là chủ nghĩa Mác phương Tây. Sự tán thành của ông đối với các phiên tòa và trại tù ở Liên Xô đã được xuất bản với tên Chủ nghĩa Nhân đạo và Khủng bố vào năm 1947, mặc dù sau đó ông đã tố cáo sự khủng bố của Liên Xô là đi ngược lại với mục đích nhân đạo có chủ đích của cuộc cách mạng.